# Scopulophila
Scopulophila är ett släkte av nejlikväxter. Scopulophila ingår i familjen nejlikväxter.
Kladogram enligt Catalogue of Life:
| Scopulophila | \| \| Scopulophila parryi \| \| \| \| \| \| Scopulophila rixfordii \| \| \| \| |
|              | \| \| Scopulophila parryi \| \| \| \| \| \| Scopulophila rixfordii \| \| \| \| |
|              | Scopulophila parryi                                                            |
|              |                                                                                |
|              | Scopulophila rixfordii                                                         |
|              |                                                                                |

## Bildgalleri

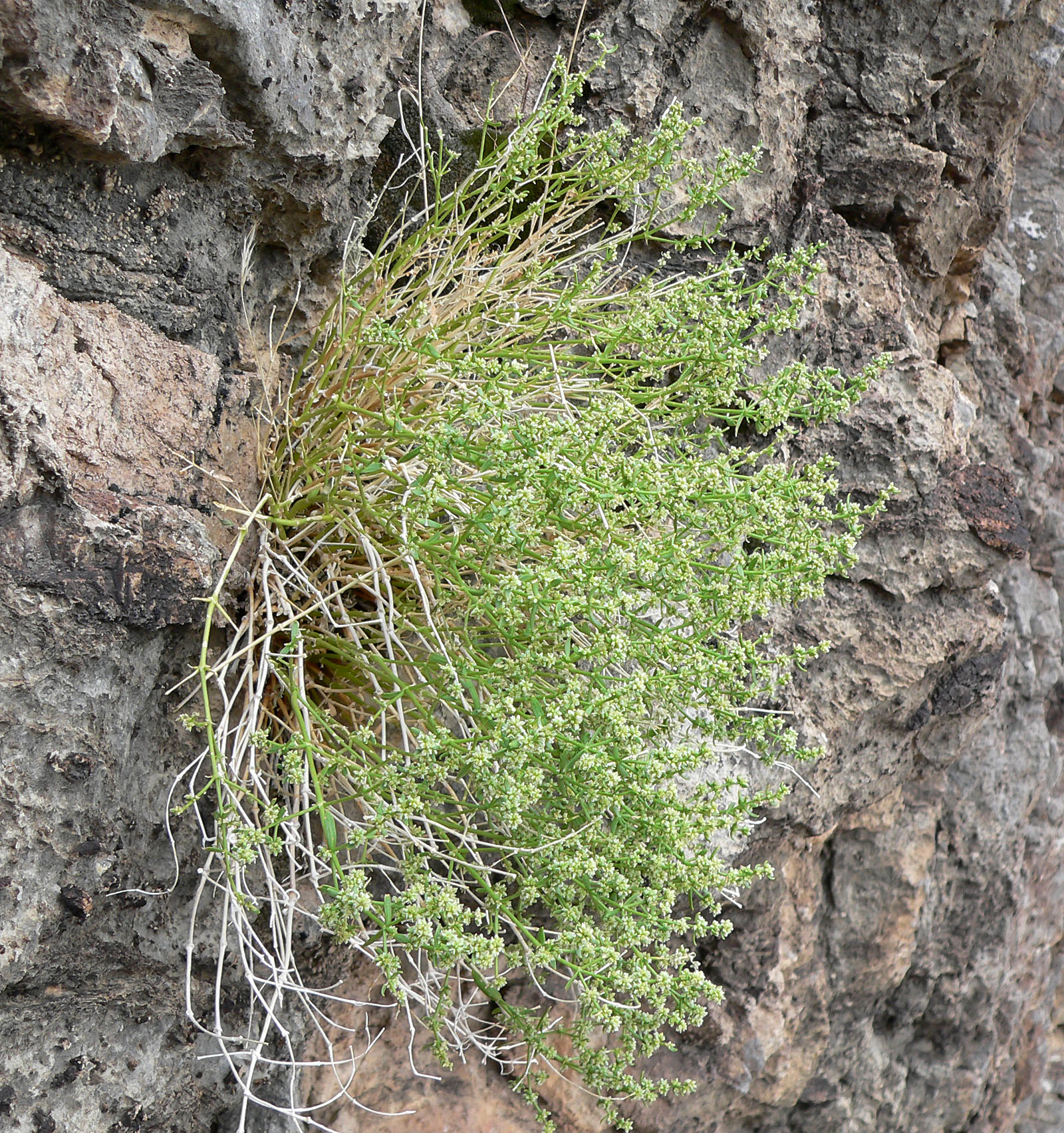
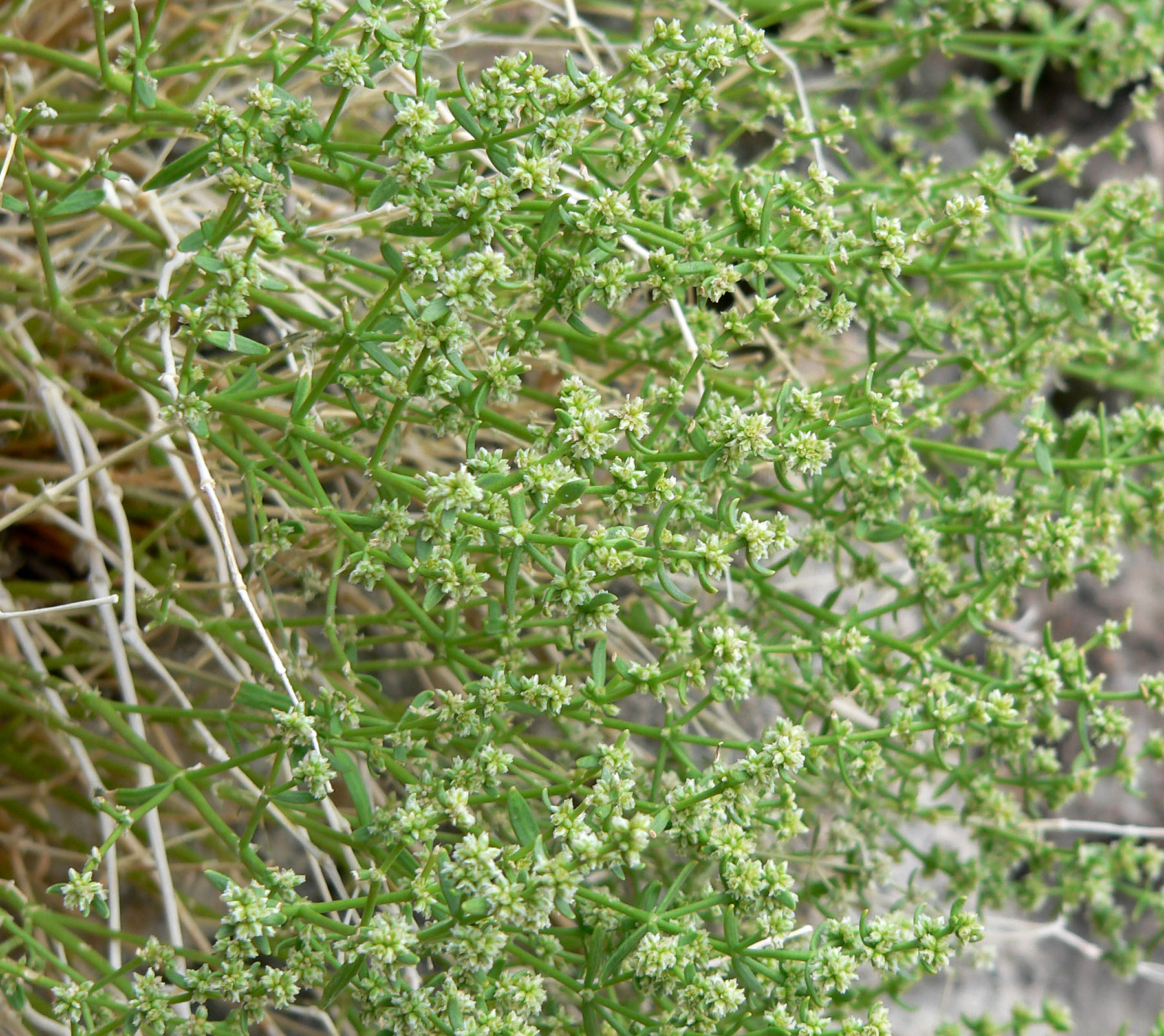
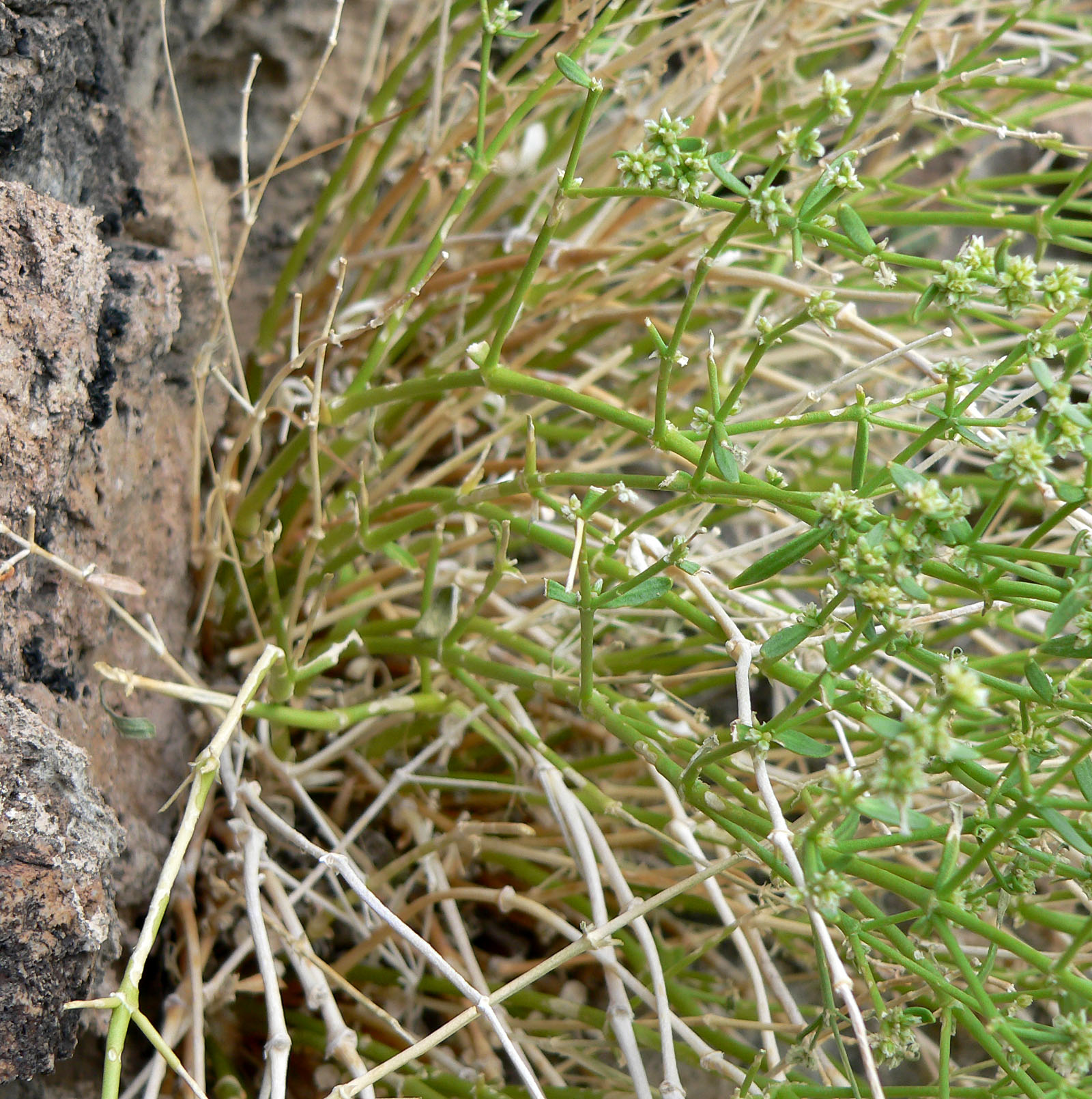
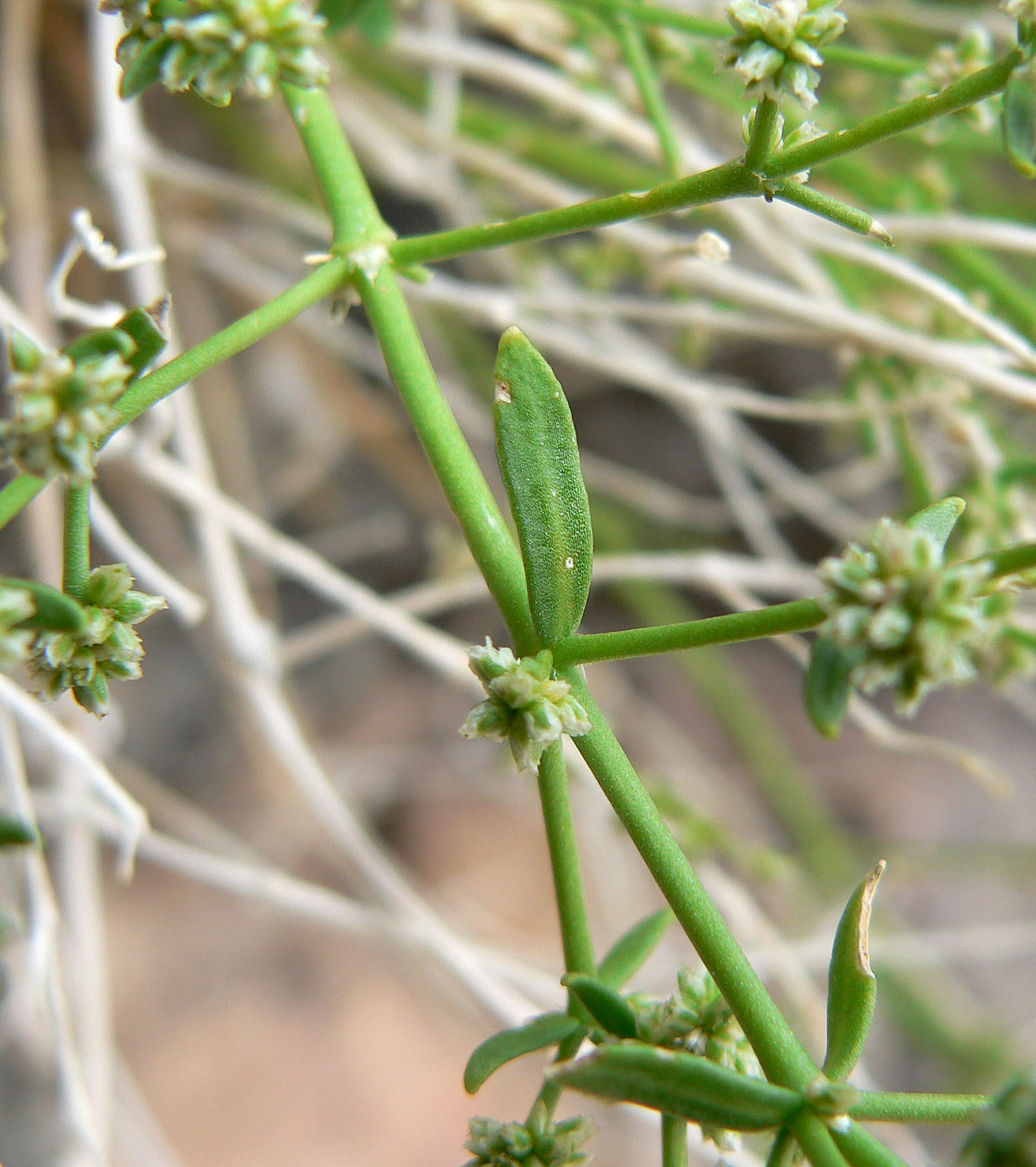